# José Rodríguez Fernández (escultura)
L'escultura urbana coneguda pel nom José Rodríguez Fernández, "Pepín" Rodríguez, ubicada al Camino Real (Colloto), a la ciutat d'Oviedo, Principat d'Astúries, Espanya, és una de les més d'un centenar que adornen els carrers de l'esmentada ciutat espanyola.
El paisatge urbà d'aquesta ciutat, es veu adornat per obres escultòriques, generalment monuments commemoratius dedicats a personatges d'especial rellevància en un primer moment, i més purament artístiques des de finals del segle xx.
L'escultura, feta de bronze el bust i el relleu, mentre que el pedestal està fet en pedra; és obra de José Clará Ayats, i està datada 1940.
Es tracta d'una escultura erigida en record de José Rodríguez Fernández, l'industrial i important benefactor asturià, més conegut per "Pepín Rodríguez". Va néixer al poble de Santa Eulàlia de Colloto l'any 1866 i estudi als EUA i Cuba. Va ser un dels empresaris espanyols més important de començaments del segle XX i un dels amos de la populosa marca de tabacs cubans "Romeo y Julieta".
Poden llegir-se unes lletres metàl·liques adherides al costat dret del pedestal, que diuen: "A PEPIN RODRIGUEZ/COLLOTO AGRADECIDO/AGOSTO 1940"